# 40-й армейский корпус (вермахт)
40-й армейский корпус (нем. XXXX. Armeekorps), сформирован 26 января 1940 года.
15 сентября 1940 года переименован в 40-й моторизованный корпус.

## Боевой путь корпуса
В мае-июне 1940 года — участие в захвате Бельгии и Франции.

## Состав корпуса
В мае 1940:
- 33-я пехотная дивизия
- 44-я пехотная дивизия
- 87-я пехотная дивизия

## Командующий корпусом
- С 26 января 1940 — генерал кавалерии Георг Штумме